# 李瑶 (唐朝)
李瑶（710年代？—737年5月25日），原名李嗣初，唐玄宗李隆基第五子，母为皇甫德仪。

## 生平
李瑶在开元二年（714年）五月，封为鄂王。十二年（724年），改名李涓，遥领幽州都督、河北道节度大使。二十一年（733年），四月，加太子太保，兼幽州都督。二十三年（725年），改名李瑶。
二十五年（737年），玄宗宠妃武惠妃召喚太子李瑛、鄂王李瑶、光王李琚三兄弟與薛锈入宮，說是宮禁有盜賊。三兄弟與薛锈披甲入宮時，武惠妃卻對玄宗說三兄弟兵變，已經殺入宮內，玄宗大怒，立刻將三兄弟逮捕，薛锈被處死；在武惠妃和驸马杨洄的构陷下。四月乙丑（737年5月25日），李瑶与太子李瑛、光王李琚一起被废为庶人并被赐死，民间因为其三人之冤，称之为“三庶人”。
宝应元年（762年）五月，侄子唐代宗追复其官爵。

## 家庭

### 王妃
- 韦练师，出自京兆韦氏彭城公房，舒密二州刺史韦庆植曾孙女，驾部员外郎韦璠孙女，汉州司马、赠邠州刺史韦钧第四女，李瑶死后被唐玄宗赦免[1]，韦练师后在金仙观出家为女道士，天宝八载十二月廿九日（750年1月21日）在金仙观去世，虚岁四十，天宝九载五月九日（750年6月17日）葬于咸宁县毕原[2]

### 子女
- 李真一，韦练师所生之女[2]

## 延伸阅读
[在维基数据编辑]
 《舊唐書·卷107》，出自刘昫《舊唐書》
 《新唐書·卷082》，出自《新唐書》